# Carl Reinecke
Carl Heinrich Carsten Reinecke, född den 23 juni 1824 i Altona, död den 10 mars 1910 i Leipzig, var en tysk kompositör, pianist, dirigent och musiklärare.
Reinecke fick sin musikaliska utbildning av sin far, Johann Peter Rudolph Reinecke,  och gjorde redan 1843 en konsertresa som pianovirtuos till Sverige och Danmark, där han 1846-48 stannade som hovpianist hos Kristian VIII.
Efter ett besök i Paris blev han 1851 lärare vid Kölns konservatorium, 1854 musikdirektor i Barmen och 1859 akademisk musikdirektor i Breslau. Han var 1860-95 kapellmästare för Gewandhauskonserterna i Leipzig och 1860-97 professor i pianospel och komposition vid konservatoriet där, vars studiedirektor han därefter var till 1902.
Reinecke gjorde ofta konsertresor (till Danmark, England, Schweiz och så vidare). Han blev 1875 ledamot av Musikaliska akademien i Stockholm och 1885 hedersdoktor vid Leipzigs universitet.
Som kompositionslärare åtnjöt Reinecke stort anseende. Bland hans elever nämnas Max Bruch, Arthur Sullivan, Huber, Riemann, Grieg, Svendsen samt svenskarna Andreas Hallén och Ivar Hedenblad. Som pianist var han framför allt en högt berömd Mozartspelare, som dirigent en fin tolkare av klassisk musik.
Hans ofantligt fruktsamma tonsättarverksamhet, som omfattar inemot 250 opustal, är starkast påverkad av Mendelssohn jämte Schumann och utmärker sig för fint musikalisk teknik, formrenhet och klarhet samt älskvärt lynne.
Han komponerade flera operor (König Manfred, Auf hohen befehl, Der gouverneur von Tours med flera), musik till Schillers Wilhelm Tell och ett antal kantatverk (Belsazar, Hakon Jarl, Flucht nach Ägypten, Sommertagsbilder, Schneewittchen, Dornröschen, Aschenbrödel, Die wilden schwäne med flera).
Därutöver tonsatte han två mässor, tre symfonier, uvertyrer (Dame Kobold, Aladin, Friedensfeier, Festouverture, In memoriam, Zur jubelfeier, Prologus solemnis, An die künstler med slutkör och andra), preludium och fuga för stor orkester med slutkör "Gaudeamus igitur", en violinkonsert, fyra pianokonserter, varjehanda kammarmusik, sonater, sonatiner och andra stycken för piano, de omtyckta sångerna Kinderlieder med mera. 
Bland hans skrifter märks Die Beethoven’schen claviersonaten (1899; 6:e upplagan 1912) och Meister der Tonkunst (1903).